# Prochotská kotlina
Prochotská kotlina je geomorfologickou částí Nízkého Vtáčnika.  Leží v jeho střední části, přibližně 10 km západně od města Žiar nad Hronom v stejnojmenném okrese. 

## Polohopis
Kotlina se nachází ve východní polovině pohoří Vtáčnik, ve střední části podcelku Nízký Vtáčnik. Leží v blízkém okolí obce Prochot, na obou březích Prochotského potoka. Vnitrohorská poloha způsobuje, že tato část sousedí pouze s podcelkem Nízký Vtáčnik. 
Ze severozápadu na jihovýchod protéká územím kotliny Prochotský potok, který zde přibírá několik menších vodních toků, mezi nimi Majspiakovský a Jastrabský potok. Údolím Prochotského potoka vede i jediná přístupová komunikace do kotliny, silnice III/2495, odbočující v Hliníku nad Hronom ze silnice I/65 ( Žarnovica - Žiar nad Hronom). 

## Chráněná území
Území Prochotské kotliny leží mimo Chráněnou krajinnou oblast Ponitří a nevyskytuje se zde ani žádná zvlášť chráněná lokalita. Kotlinu obepíná věnec hor a přímo v její blízkosti je na západě vrch Majspiak (608 m n. m.), na severu Vlčie kúty (913 m n. m.) a na východě Písárovo (792 m n. m.), Jazvinská skála (765 m n. m.) a Tri kopce (641 m n. m.). 

## Turismus
Tato část Vtáčnika patří mezi klidnější oblasti a většinou slouži jako východisko výstupů na hlavní hřeben pohoří. Přímo z obce Prochot vede  žlutě značený chodník údolím Prochotského potoka přes rozcestí Prochotský potok (možnost odbočení na Veľkú Kršlu alebo Tri chotáre) do lokality Kanie studne pod Veľkou Homôľkou (1274 m n. m.). Hřebenem přes vrch Vtáčnik (1346 m n. m.) na Jarabú skalu (1169 m n. m.) vede  červeně značená Ponitranská magistrála.